# Artianus manderstjernii
Artianus manderstjernii är en insektsart som beskrevs av Carl Ludwig Kirschbaum 1868. Artianus manderstjernii ingår i släktet Artianus och familjen dvärgstritar. Inga underarter finns listade i Catalogue of Life.